# Jatisura (Cikedung)
Jatisura is een bestuurslaag in het regentschap Indramayu van de provincie West-Java, Indonesië. Jatisura telt 3858 inwoners (volkstelling 2010).